# Hajar Raissouni
Hajar Raissouni (árabe: هاجر الريسوني) es una periodista marroquí independiente. En 2019, fue arrestada y sentenciada a un año de prisión por supuestamente haber tenido un aborto ilegal y sexo fuera del matrimonio, aunque más tarde fue perdonada por el Rey Mohammed VI.

## Detención
El 31 de agosto de 2019, Raissouni fue arrestada cuando salía de la oficina de un ginecólogo en Rabat, junto con su compañero Rifaat Al Amine, su ginecólogo Dr. Jamal Belkeziz, y otro médico y un asistente de oficina en la clínica. La policía había estado investigando la clínica por el aborto de Hajar Raissouni y el Dr. Jamal Belkeziz dijo que estaba allí para recibir tratamiento por hemorragia interna. En el juicio, Haja Raissouni pudo probar científicamente que no había tenido un aborto, pero aun así fue declarada culpable.
Raissouni y su pareja Rifaat Al Amine fueron condenados a un año de prisión, mientras que el ginecólogo, Dr. Jamal Belkeziz, fue condenado a dos años de prisión. Otro médico y un asistente de oficina en la clínica recibieron sentencias suspendidas.

## Polémica
La familia de Raissouni y sus partidarios creen que la acusación y la sentencia fueron motivadas políticamente. Raissouni trabaja como periodista en Akhbar Al Yaoum, un medio de comunicación independiente y crítico con el Estado. En un artículo en el New York Times, Aida Alami señalaba que "Reporteros sin Fronteras clasifica a Marruecos en el puesto 135 de su clasificación anual de la libertad de prensa".
El tío de Hajar Raissouni, Ahmad al-Raysuni, es un antiguo líder de un grupo islamista con una importante influencia política en Marruecos, aunque se ha manifestado en contra de la campaña política para cambiar las leyes que se utilizaron para condenar a Hajar Raissouni".
El caso suscitó una importante controversia en Marruecos. La Liga Democrática para los Derechos de la Mujer (en árabe: فيدرالية رابطة حقوق النساء) organizó protestas en apoyo de Raissouni, y muchas figuras públicas, como Ahmed Benchemsi, hablaron en su nombre.

## Perdón
El 17 de octubre de 2019, el rey Mohamed VI concedió un indulto real a Hajar Raissouni, a su pareja Rifaat Al Amine, a su ginecólogo Dr. Jamal Belkeziz, y al segundo médico y al asistente de la clínica. El Ministerio de Justicia marroquí explicó en un comunicado oficial: "En el contexto de la compasión y la misericordia de Su Majestad el Rey, Su Majestad ha buscado proteger el futuro de los dos prometidos que pretenden formar una familia de acuerdo con el estado de derecho, a pesar del error que hayan podido cometer, lo que ha llevado a un proceso judicial".

## Consecuencias
El caso de Raissouni desencadenó la campaña Kharija Ala L'Qanun (خارجة على القانون) o Outlaws, una campaña en curso para la legalización del aborto y las relaciones sexuales fuera del matrimonio en Marruecos. Uno de los objetivos de la campaña es la reforma de las leyes de aborto en Marruecos, que actualmente sólo permiten el aborto si la vida de la mujer está en riesgo.